# Emilio Agazzi
Emilio Agazzi (Genova, 18 novembre 1921 – Pavia, 25 settembre 1991) è stato un filosofo italiano.

## Biografia
Emilio Agazzi nacque a Genova il 18 novembre 1921; qui conseguì la maturità classica nel 1940 e, nel 1945, la laurea in lettere e filosofia con una tesi su Il pensiero filosofico di Piero Martinetti presso l'Università degli Studi di Genova. Fu assistente volontario di storia della filosofia dapprima a Genova dal 1945 al 1954, dove fu in particolare influenzato dal pensiero di Adelchi Baratono, ordinario di filosofia teoretica, e successivamente, dal 1954 al 1964, a Pavia (ove in particolare collaborò con Ludovico Geymonat e Vittorio Enzo Alfieri); contemporaneamente, dal 1949 al 1972, insegnò filosofia nei licei di Genova, Voghera e Pavia. Nel 1964 conseguì la libera docenza in storia della filosofia moderna e contemporanea; dal 1965 al 1968 insegnò filosofia della religione nella facoltà di Lettere e filosofia a Milano, in particolare riprendendo il suo interesse per Piero Martinetti; mentre nella stessa facoltà insegnò dal 1969 al 1982 filosofia della storia, ottenendo un incarico stabile dal 1973.
Dalla seconda metà degli anni Settanta si dedicò in particolare allo studio della filosofia tedesca moderna contemporanea, accentrando la sua attenzione sulla Scuola di Francoforte, città in cui svolse ricerche approfondite ed ebbe contatti con docenti universitari; negli stessi anni frequentò ripetutamente università tedesche, polacche e jugoslave.

### Impegno politico
Da sempre attento agli sviluppi del pensiero marxista in Italia e in Europa, accompagnò la sua intensa attività di ricerca scientifica ad un attivo impegno politico: esponente del Partito Socialista Italiano negli anni Cinquanta, nei decenni successivi aderì dapprima al PSIUP, quindi al PDUP e a Democrazia Proletaria. Collaborò in varie forme a molte riviste e quotidiani della sinistra (tra gli altri Il Lavoro Nuovo, l'Avanti!, Mondoperaio, Quaderni Rossi, Passato e Presente, Classe); nel 1983 fondò la rivista di teoria politica Marx centouno.
Dopo il 1986, gravemente ammalato, dovette rinunciare ai suoi studi, lasciando nel 1990 l'insegnamento. Morì a Pavia il 25 settembre 1991.

## Archivio
L'archivio di Emilio Agazzi e gran parte della sua biblioteca sono stati donati nel 1992 dagli eredi alla Fondazione Turati, dove è tuttora conservato presso l'archivio della Fondazione; il fondo contiene quaderni di appunti, manoscritti e materiali di lavoro per il periodo dagli anni Quaranta agli anni Ottanta del Novecento.

## Opere
- Il giovane Croce e il marxismo, Einaudi, 1962
- Linee fondamentali della ricezione della teoria critica in Italia, in L'impegno della ragione. Per Emilio Agazzi (a cura di Cingoli, Calloni, Ferraro), Milano, Unicopli, 1994.
- Filosofia della natura. Scienza e cosmologia, Piemme, Casale Monferrato 1995.
- La filosofia di Piero Martinetti, a cura di Sandro Mancini, Amedeo Vigorelli e Marzio Zanantoni, Edizioni Unicopli,  Milano, 2017.

### Traduzioni
- Jürgen Habermas, Etica del discorso, Laterza, Bari-Roma 1985, ISBN 978-88-420-3328-8